# Aleksandr Butlerov
Aleksandr Mikhajlovitj Butlerov (Алекса́ндр Миха́йлович Бу́тлеров), (født 19. september 1828, død 17. august 1886) var en russisk kemiker og en af skaberne om teorien af kemiske strukturer(1857–1861); den første til at indkorporere dobbeltbindinger i strukturformler, og han opdagede hexamin (1859) og formosemetoden (1861).
Han var også den første til at foreslå tetraederstrukturen i valensbindinger i carbonforbindelser i 1862.
Han gik på Kazanuniversitetet, hvor han blev færdig i 1849.
Et krater på Månens bagside er opkaldt efter Butlerov.